# Stars (nummer van Simply Red)
Stars is een nummer van de Britse band Simply Red. Het is de tweede single van hun gelijknamige, vierde studioalbum. "Stars" uit 1991. Op 18 november dat jaar werd het nummer op single uitgebracht.

## Achtergrond
Het nummer gaat over een jongen wiens meisje bij hem weg is gegaan, en dat doet de jongen veel pijn.
De single werd in veel landen een radiohit. In thuisland het Verenigd Koninkrijk behaalde de single de 8e positie in de UK Singles Chart. In Ierland de 13e, Australië de 29e, Nieuw-Zeeland en Zweden de 32e, Canada de 17e, de VS de 44e, Zimbabwe de 8e, Frankrijk de 24e, Duitsland de 19e en in de Eurochart Hot 100 de 19e positie.
In Nederland werd de single regelmatig gedraaid op de landelijke radiozenders en werd een radiohit in de destijds twee hitlijsten op de nationale publieke popzender Radio 3. De single bereikte de 15e positie in zowel de Nederlandse Top 40 als de Nationale Top 100.
In België bereikte de single de 16e positie in de Vlaamse Radio 2 Top 30 en de 20e positie in de voorloper van de Vlaamse Ultratop 50. In Wallonië werd géén notering behaald.
Sinds de editie van december 2004 staat de single onafgebroken genoteerd in de jaarlijkse NPO Radio 2 Top 2000 van de Nederlandse publieke radiozender NPO Radio 2, met als hoogste notering een 1222e positie in 2004.

## NPO Radio 2 Top 2000
| Nummer met noteringen in de NPO Radio 2 Top 2000 | '04  | '05  | '06  | '07  | '08  | '09  | '10  | '11  | '12  | '13  | '14  | '15  | '16  | '17  | '18  | '19  | '20  | '21  | '22  | '23  | '24  |
| ------------------------------------------------ | ---- | ---- | ---- | ---- | ---- | ---- | ---- | ---- | ---- | ---- | ---- | ---- | ---- | ---- | ---- | ---- | ---- | ---- | ---- | ---- | ---- |
| Stars                                            | 1222 | 1622 | 1794 | 1851 | 1796 | 1519 | 1468 | 1392 | 1542 | 1683 | 1637 | 1526 | 1642 | 1731 | 1430 | 1610 | 1452 | 1585 | 1586 | 1558 | 1491 |

1. ↑  Een vetgedrukt getal geeft de hoogste notering aan.
2. ↑  2004 was het eerste jaar met een notering voor dit nummer.